# 國立中山大學社會科學院
國立中山大學社會科學院（英語：College of Social Science, National Sun Yat-sen University），簡稱中山社科院，是國立中山大學的10所學院之一，也是南臺灣第一個社會科學學院。

## 歷史
- 1980年，國立中山大學中山學術研究所（碩士班；創校研究所）。
- 1989年，國立中山大學中山學術研究所（博士班）。
- 1993年，國立中山大學大陸研究所（碩士班）；政治學研究所（碩士班）。
- 1995年，國立中山大學社會科學院 ；師資培育中心；經濟學研究所（碩士班）。

### 歷史紀錄
- 2014年，首名取得博士學位的中國大陸留臺學生劉積亮，自中國與亞太區域研究所（ICAPS; 亞太所）畢業[1]。
- 2016年，首名取得博士學位的西非暨布吉納法索留臺學生Thiombiano Dramane Germain（中文名：江德曼），自中國與亞太區域研究所（ICAPS; 亞太所）畢業[2]。

## 校園

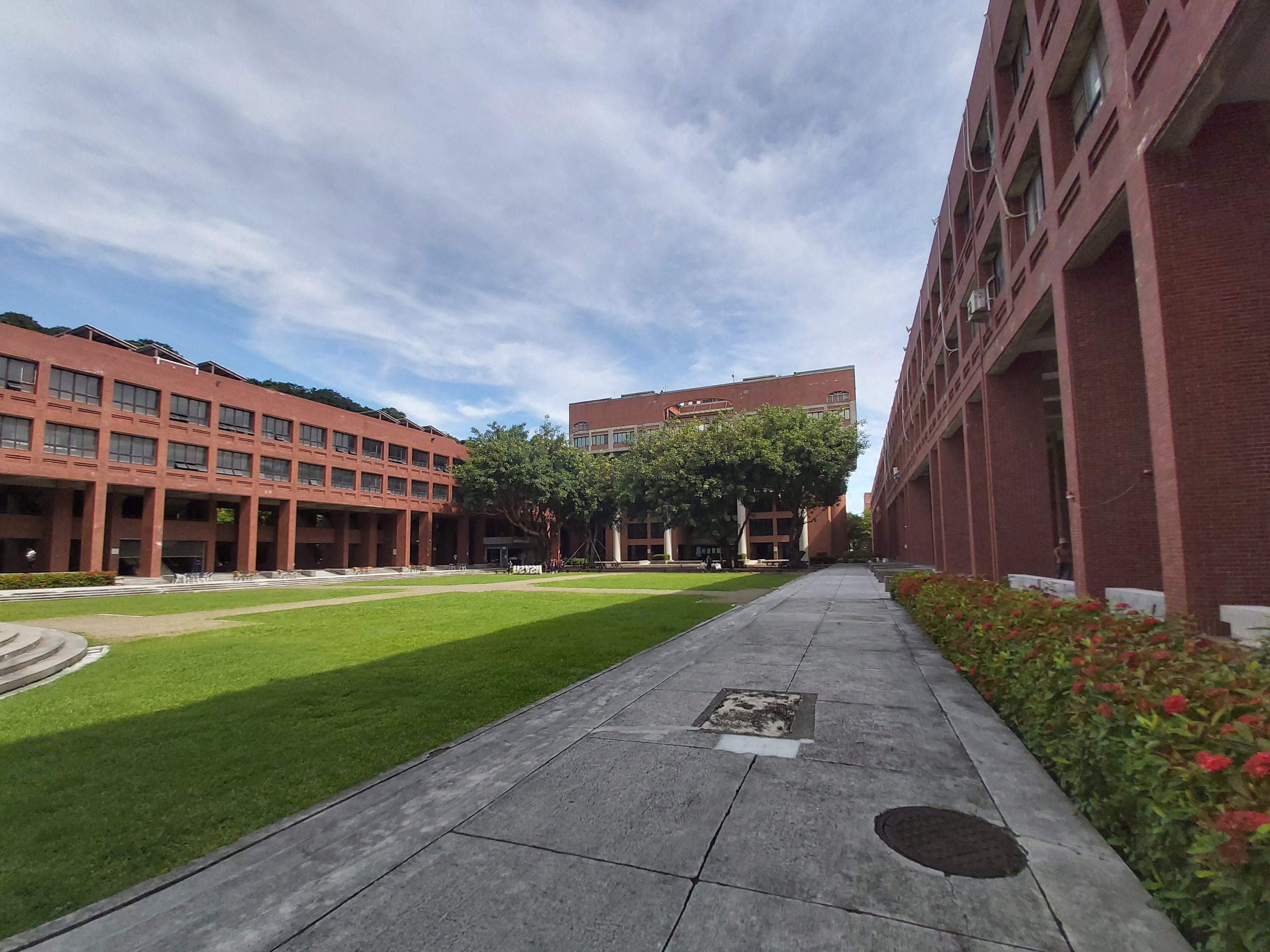
國立中山大學理學院（圖左）、行政大樓（中）和社會科學院。

- 社科院位於社管大樓南側，毗鄰西子灣海水浴場、行政大樓。
- 社科院正對面為理學院。

## 學術評價與特色
- 根據英國QS亞洲大學排名（2010年）的評價，中山大學的社會科學領域位居亞洲第42名（全台第2；僅次於國立臺灣大學）[3]。
- 研究成果已進入「基本科學指標」（Essential Science Indicators, ESI）前1%。
- 高階公共政策碩士學程在職專班（EMPP）校友遍及高屏地區政治人物，包括現任的高雄市正副市長、幾乎所有的高雄市議員與立委等。
- 中國與亞太區域研究所（ICAPS）是政大東亞所之外第2個專攻中國大陸研究的國立大學研究所。
- 民意與市場調查研究中心（中山民調）是台灣最主要的電話民意調查機構之一[4]。

## 系所單位
- 政治經濟學系（學士班）
- 社會學系（學、碩士班）
- 經濟學研究所（碩士班）
- 高階公共政策碩士學程在職專班（EMPP）（碩士班）
- 亞太事務英語碩士學位學程（IMAPA）（碩士班）
- 政治學研究所（碩、博士班）
- 中國與亞太區域研究所（碩、博士班）
- 教育學研究所（碩、博士班）

## 中心與研究中心
- 師資培育中心
- 日本研究中心
- 逸仙社會科學研究中心
- 李登輝政府研究中心（與李登輝基金會合作成立）[5]

## 出版物
- 《中山社會科學論叢》[6]
- 《兩岸與國際事務季刊》（已停刊）
- 《西灣社科人電子報》

## 外部連結
- 國立中山大學社會科學院